# Das Lied von der Moldau
Das Lied von der Moldau, ursprünglich Es wechseln die Zeiten, ist der postume Titel eines Gedichts von Bertolt Brecht. Es entstand im August/September 1943 im Exil in den USA und stellt das Fragment eines Moldaulieds dar, das Brecht für sein Stück Schweyk im Zweiten Weltkrieg vorgesehen hatte, und in das es postum aufgenommen wurde. In der Vertonung von Hanns Eisler gewann das Lied auch außerhalb seines Kontextes im Theaterstück Verbreitung.
Der ursprünglich acht Verse umfassende Text (beginnend mit dem Vers „Es wechseln die Zeiten“) stellt die letzte Strophe des Entwurfs eines auf acht Strophen konzipierten, aber unvollendeten Liedes dar, das von einer Prager Sage handeln sollte, nach der das Flussbett der Moldau mit den Tränen des Volkes gefüllt sei. Da Brecht keine befriedigende Lösung für das Lied fand, blieben die Entwürfe unvollendet.
1956 vertonte Hanns Eisler den Text, den er in die heute geläufige dreistrophige Form brachte, indem er den Text in zwei vierversige Strophen unterteilte und die ursprünglichen Verse 5 bis 8 als erste Strophe nochmals voranstellte. In dieser Form wurde der Text auch von den Herausgebern des Schweyk-Stücks nach Brechts Tod in die sechste Szene an Stelle des vorgesehenen Moldaulieds sowie im Finale eingefügt. Eislers Melodie lehnt sich rhythmisch verändert an das Thema der Sinfonischen Dichtung Die Moldau von Bedřich Smetana an.

## Form
Das Gedicht besteht in seiner heute bekannten Form aus drei Strophen mit je vier Versen, wobei die letzte und die erste Strophe identisch sind.
Das Reimschema [abab cdcd abab] ermöglicht einen fließenden Übergang der Verse. Die Botschaft vom Vergehen wird somit rhythmisch über die einzelnen Verse und Strophen vorgetragen. Dagegen handelt es sich beim Endreim ausschließlich um einen reinen Reim. Letztlich ergibt sich dadurch eine Wellenbewegung. Durch seine „ungekünstelte Metaphorik“ zeichnet sich das Gedicht besonders sprachlich aus.

## Deutung
Das Lied kann konkret als verheißende Verkündung des baldigen Endes der nationalsozialistischen Besatzung aufgefasst werden. Jedoch ist die poetische Kraft des Gedichts auch außerhalb des Dramas noch erhalten. Es kann als Gleichnis auf die Vergänglichkeit herrschender Zustände („Das Große bleibt groß nicht und klein nicht das Kleine“) verstanden werden oder als „Trost und Hoffnung für die jeweils Schwachen und Unterlegenen“.
Neben Kaiser Karl IV. sind Kaiser Ferdinand I., Kaiser Maximilian II. und Kaiser Rudolf II. in Prag begraben. Es ist fraglich, ob es sich hier um eine Ungenauigkeit, dichterische Freiheit oder bewusste Streichung handelt, weshalb Brecht nur drei Kaiser nennt. Nach Franz Brendle spielt Brecht beim dritten Kaiser auf Rudolf II. aus dem Geschlecht der Habsburger an. Die drei Kaiser könnten auch ein Hinweis auf die drei Könige des tschechischen Widerstands sein.